# 통계물리학
통계물리학(統計物理學)은 통계학의 방법을 이용하여 물리학의 문제를 푸는 물리학의 기초 이론 중 하나다. 가장 널리쓰이는 통계물리학은 통계역학이다.
통계물리학은 통계역학의 기초에서 진화한 물리학의 한 분야로, 확률론과 통계의 방법, 특히 물리적 문제를 풀 때 많은 모집단과 근사치를 다루는 수학적 도구를 사용한다. 본질적으로 확률적 특성을 가진 다양한 분야를 설명할 수 있다. 그 적용에는 물리학, 생물학, 화학 및 신경과학 분야의 많은 문제가 포함된다. 통계물리학의 주요 목적은 원자 운동을 지배하는 물리 법칙의 관점에서 집합적으로 물질의 속성을 명확히 하는 것이다.
통계역학은 기본 현미경 시스템의 확률론적 조사로부터 열역학의 현상학적 결과를 개발한다. 역사적으로 통계적 방법이 적용된 물리학의 첫 번째 주제 중 하나는 힘을 받았을 때 입자나 물체의 운동과 관련된 고전 역학 분야였다.